# Слънцето и сянката
„Слънцето и сянката“ е български игрален филм от 1962 година на режисьора Рангел Вълчанов, по сценарий на Валери Петров. Оператор е Димо Коларов. Музиката във филма е композирана от Симеон Пиронков.

## Състав

### Актьорски състав
| Роля               | Изпълнител         |
| ------------------ | ------------------ |
| Момчето            | Георги Наумов      |
| Момичето           | Анна Пруцнал       |
| Човек на плажа     | Рангел Вълчанов    |
| Знаменитият актьор | Густав Холоубек    |
| майката на Альоша  | Валентина Борисова |
| клоун              | Георги Пенков      |

### Творчески и технически екип
| Режисьор           | Рангел Вълчанов                                                                     |
| Сценарий           | Валери Петров                                                                       |
| Оператор           | Димо Коларов                                                                        |
| Музика             | Симеон Пиронков                                                                     |
| Звук               | Евгени Ганчев                                                                       |
| Подводни снимки    | Христо Николов                                                                      |
| Комбинирани снимки | Симеон Симеонов Недю Недев Богомил Петков Минчо Минчев                              |
| Монтаж             | Ани Радичева                                                                        |
| Грим               | Нини Димчева                                                                        |
| Асистент-режисьори | Петър Каишев Мария Радучева                                                         |
| Асистент-оператори | Илия Балсамаджиев Ангел Стефанов                                                    |
| Директор           | Атанас Пападопулос                                                                  |
| Музиката изпълниха | Държавният радиооркестър с диригент Васил Стефанов и естрадният оркестър „Метроном“ |
| Производство       | Студия за игрални филми – София /Copyright © 1962/                                  |

## Награди
- Награда за сценарий на ФБФ, (Варна, 1962).
- Награда за режисура на ФБФ, (Варна, 1962).
- Награда за музика на ФБФ, (Варна, 1962).
- Медал за експеримент в областта на киното на фестивала в (Карлови Вари, Чехословакия, 1962).
- Наградата на ФИПРЕССИ на фестивала в (Карлови Вари, Чехословакия, 1962).
- Награда в Сан Франциско, САЩ
- Награда в Москва, СССР
- Награда в Мелбърн, Канада
- Награда в Кан, Франция
- Награда в Лос Аламос, САЩ